# Canet d’Adri
Canet d'Adri – wieś gminna w Hiszpanii, w prowincji Girona, w Katalonii, o powierzchni 44,7 km². W 2011 roku gmina liczyła 624 mieszkańców.